# Philip le Despenser, II barón le Despenser
Philip le Despenser, II barón le Despenser (c. 1365 en Nettlestead, Suffolk, Reino de Inglaterra — 20 de junio de 1424) era el hijo y heredero de Philip le Despenser, I barón le Despenser. Philip tenía más treinta y seis años cuando su padre murió en  1401. Fue nombrado caballero tres lustros antes, 1385.
Se casó con Elizabeth de Tibetot, hija y coheredera de Robert Tiptoft, III barón Tibetot y Margaret Deincourt. Gracias a este matrimonio, heredó las mansiones de Nettlestead y Barrow junto a otras.
El nunca fue convocado por el Parlamento y murió el 20 de junio de 1424 sin descendencia masculina. Por ello, su herencia pasó íntegramente a su hija Margery, quien se casó con John de Ros, VII barón de Ros y más tarde con Roger Wentworth de Nettlestead. A través de su segundo matrimonio, Margaery se convirtió en antepasada de los señores de Wentworth y de Juana Seymour, tercera esposa de Enrique VIII y padre de Eduardo VI.